# 쇼코 천황
쇼코 천황(일본어: 称光天皇, 1401년 5월 12일 ~ 1428년 8월 30일)은 제101대 일본 천황이다(재위: 1412년 10월 5일 ~ 1428년 8월 30일).

## 생애
쇼코 천황은 고코마쓰 천황의 장남으로, 어머니는 히노니시 모토코(日野西資子)로 히노 스케쿠니(日野資国)의 딸이었다. 무로마치 막부의 3대 쇼군인 아시카가 요시미쓰는 외가인 히노 가를 사이에 둔 먼 친척으로, 요시미쓰의 정실은 외할아버지 스케쿠니의 여동생이었다.
왕좌에 오르기 전의 개인 이름은 미히토(躬仁, 개명 후 實仁)였다. 쇼코라는 이름은 48대 쇼토쿠 천황과 49대 고닌 천황의 한자 첫자를 따서 지어졌다.
쇼코 천황은 고코마쓰 천황의 양위로 천황이 되었으며, 그의 실제 대관일은 2년 후였다. 12세의 나이에 즉위한 쇼코 천황 대신, 천왕 자리에서 물러난 고코마쓰 천황이 그의 치세동안 상황의 자격으로 정무를 보았다.
쇼코 천황은 병약해서 후계자가 없었고, 고코마쓰 천황이 쇼코 천황의 팔촌에 해당하는 고하나조노 천황을 후계자로 지목했다. 쇼코 천왕이 28세의 나이로 요절하자, 고하나조노 천황이 10세의 나이로 천황으로 즉위했다.

## 연호
- 오에이
- 쇼초

## 같이 보기
- 일본 천황